# Layla El
Layla El (25 de juny del 1977) és una lluitadora professional i model britànica d'ascendència marroquina que treballa a la World Wrestling Entertainment, competint a la seva marca SmackDown.
El seu únic triomf com a lluitadora és un regnat com a Campiona Femenina de la WWE, sent l'última posseïdora d'aquest campionat abans que fos desactivat.

## World Wrestling Entertainment

### Diva Search
El 2006 el seu entrenador personal li va proposar participar en el programa Diva Search, el 10 de juliol va guanyar immunitat en un concurs de proves. L'11 d'agost va guanyar un concurs de ball. Finalment va guanyar la competencia del Diva Search el 16 d'agost de 2006.

### 2006
La seva primera aparició fou en el SummerSlam 2006 on va aparèixer junt amb Trish Stratus, Ashley Massaro, Jillian Hall, Candice Michelle, Kelly Kelly, Maria Kanellis i Torrie Wilson, on va ser menyspreada, tot i que, minuts després es va revelar que tot havia estat part d'una iniciació.
La setmana següent va fer el seu debut a SmackDown entrevistant a The Miz. Durant un temps Layla no va arribar a lluitar en els rings.
Va fer el seu debut com a lluitadora en una "Diva Trick-or-Treat Battle Royal" el 24 d'octubre de 2006; lluita que va acabar de manera controversial, ja que The Miz la va treure del ring, costant-li la derrota.

### 2007 - 2008
El 23 de gener de 2010 va ser traspassada a la ECW, on es va unir a Brooke i a Kelly kelly formant el grup Extreme Expose; el qual realitzava un ball cada setmana.
A la primera edició d'agost de la ECW el grup es va unir a The Mix recolzant-lo en les seves lluites. El grup es va dissoldre després que Brooke es lesionés, cosa que va provocar un feu entre Layla i Kelly Kelly que va durar setmanes. En el Backlash el seu equip va sortir victoriós del 12 diva tag team match. El 25 de juny va ser traspassada a Raw, on va començar a fer costat a William Regal en les seves lluites.

### 2009
Va estar fora dels rings durant una temporada per situcions personals, fent el seu retorn per participar en la Miss WrestleMania XXV, però no va aconseguir guanyar. El 15 d'abril va ser traspassada a SmackDown, on va començar a fer equip amb Michelle McCool.

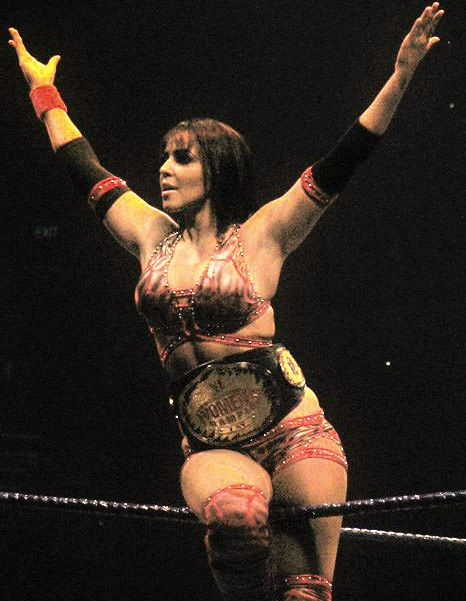
Layla, útilma Campiona femenina.